# Halkawatgi, Lingsugur
Halkawatgi là một làng thuộc tehsil Lingsugur, huyện Raichur, bang Karnataka, Ấn Độ.